# Lucimar da Silva Ferreira
Lucimar da Silva Ferreira (portuguès: Lúcio)  (Planaltina, 8 de maig de 1978), més conegut com a Lúcio, és un futbolista brasiler que jugà de defensa central.
Ha estat jugador a Internacional, Bayer Leverkusen, Bayern de Múnic, Inter de Milà i Juventus FC. També jugà per la selecció del Brasil des del 2000. L'estiu del 2009 va ser campió amb el seu país de la Copa Confederacions realitzada a Sud-àfrica i on va marcar el gol de la victòria a la final.

## Referències

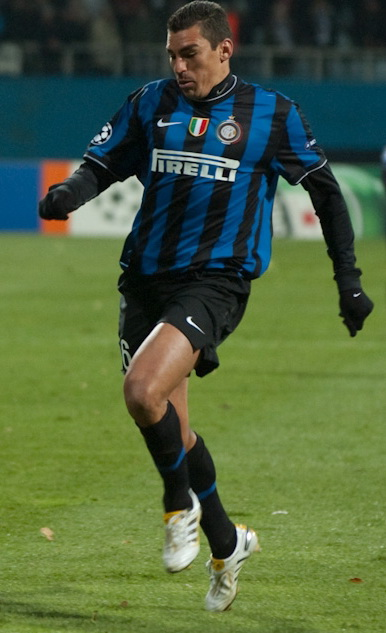
Lucio al Inter.